# (7244) Villa-Lobos
(7244) Villa-Lobos ist ein Asteroid des äußeren Hauptgürtels, der am 5. August 1991 vom belgischen Astronomen Eric Walter Elst am La-Silla-Observatorium (IAU-Code 809) der Europäischen Südsternwarte (ESO) in Chile entdeckt wurde.
Der Asteroid wurde am 24. Dezember 1996 nach dem brasilianischen Komponisten, Cellisten, Gitarristen und Dirigenten Heitor Villa-Lobos (1887–1959) benannt, der der populärste und auch international bekannteste Komponist klassischer Musik seines Landes war. Ab 1932 arbeitete er als Direktor der Academia brasileira de musica (ab 1930) für die Regierung Pläne für den Musikunterricht aus und begann auch seine Karriere als bedeutender Musikpädagoge, der die Musikerziehung in seinem Land nachhaltig prägte.
Der Himmelskörper ist Mitglied der Koronis-Familie, einer Gruppe von Asteroiden, die nach (158) Koronis benannt ist.